# Koygorodsky (huyện)
Huyện Koygorodsky (tiếng Nga: ? райо́н) là một huyện hành chính tự quản (raion), của Cộng hòa Komi, Nga. Huyện có diện tích 10416 km², dân số thời điểm ngày 1 tháng 1 năm 2000 là 10300 người. Trung tâm của huyện đóng ở Koygorod.